# 백인준 (작가)
백인준(1920년 10월 27일 ~ 1999년 1월 20일)은 조선민주주의인민공화국의 작가이다.

## 생애
1920년 평안북도 운산군에서 태어났다. 1938년 평양고보를 졸업했고, 서울에서 연희전문을 다니다 일본으로 건너가 릿쿄 대학을 다녔다. 1946년 평양으로 귀환하여 북조선문학예술총동맹에서 활동했다. 한국 전쟁 당시 조선인민군 군관으로 참전했으며, 철저히 김일성의 기호에 맞는 사상성과 선동성으로 신임을 받아 문화선전성 예술국장을 비롯한 내각의 요직을 거쳤다. 1966년에는 인민예술가 칭호를 받았으며 1974년에는 김일성 훈장까지 수여받았다. 1960년 후반부터는 영화문학에 관여하여 <최학신의 일가>, <마을 사람들 속에서> 등의 영화 제작에 관여했다. 1968년에 발족된 백두산문학창작단의 단장을 역임했고 여기서 5대 혁명가극을 만들기도 했다. 이런 경력을 바탕으로 정무원 문화예술부 당 책임자 자리까지 올랐다. 1985년에는 남북고향방문단의 예술단 단장으로 서울을 방문했고, 1980년대 후반에는 조선문학예술총동맹 위원장을 역임하였다. 1991년에는 <<백인준 시선집>>이 발간됐으며 1999년 사망했다.

## 주요 작품
- <김일성 장군님을 우리의 태양이라 노래함은>
- <얼굴을 붉혀라 아메리카여>
- <아이젠하워 발작증>
- <벌거벗은 아메리카>
- <대동강에 흐르는 이야기>

## 참고자료
- 신형기, 오성호, 이선미 엮음, 한국 문학 전집 <<북한 문학>>(2007, 문학과 지성사) [쪽 번호 필요]